# Migratie- en asielbeleid van de Europese Unie

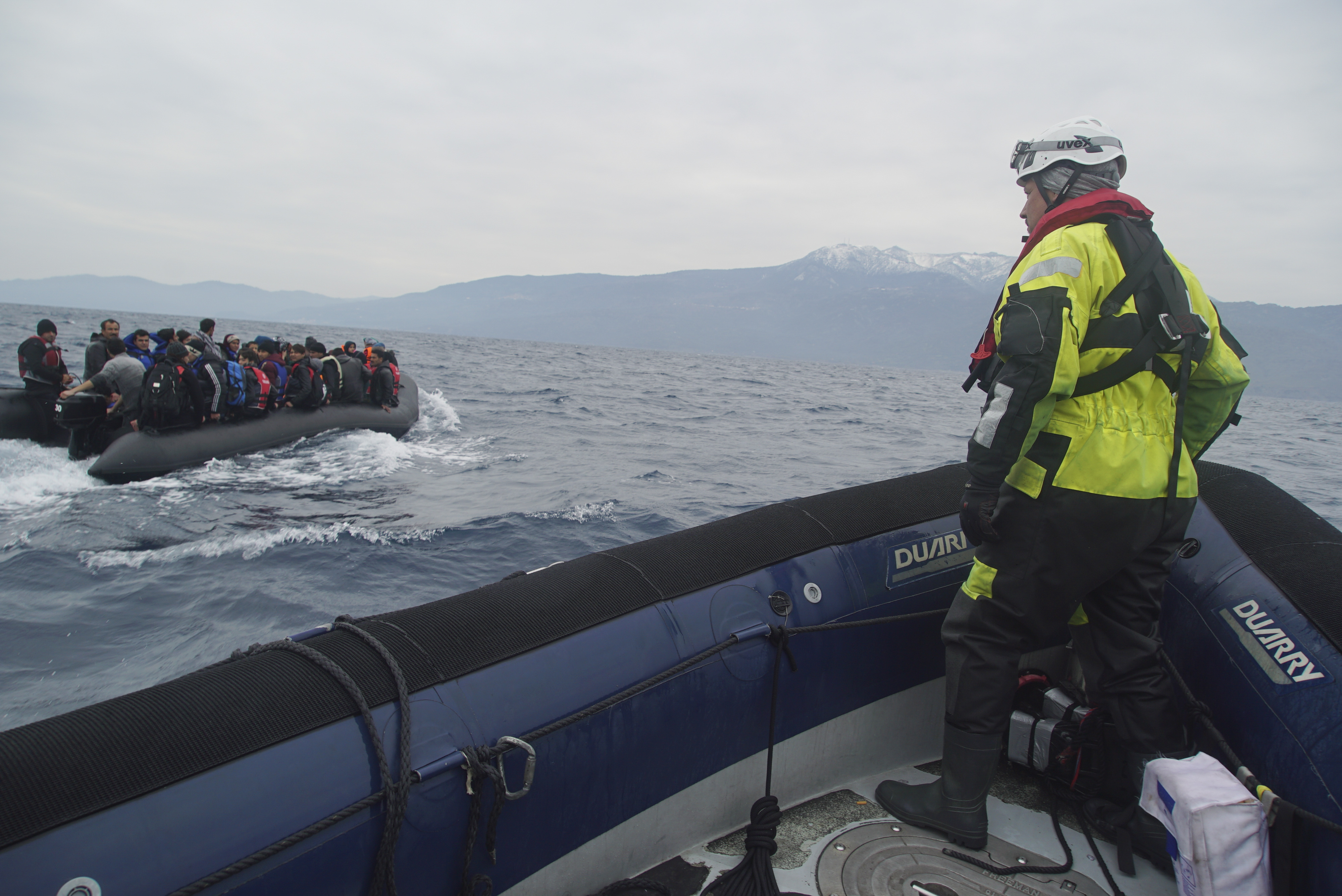
Vluchtelingen nabij Lesbos, in 2016.

Het migratie- en asielbeleid van de Europese Unie past in het kader van de Ruimte van vrijheid, veiligheid en recht, een principe in de Verdragen van de Europese Unie. Het beleid is opgezet om principes en maatregelen te ontwikkelen en te harmoniseren die door de lidstaten van de Europese Unie worden gebruikt om migratieprocessen te reguleren, en om kwesties met betrekking tot asiel en vluchtelingenstatus in de Europese Unie te beheren.
Het migratiebeleid van de Europese Unie vindt zijn oorsprong in het Verdrag betreffende de status van vluchtelingen uit 1951, een overeenkomst die is gebaseerd op artikel 14 van de Universele Verklaring van de Rechten van de Mens. De huidige rechtsgronden voor het migratie- en asielbeleid zijn het Verdrag betreffende de werking van de Europese Unie en het Handvest van de grondrechten van de Europese Unie.

## Historiek

### Eerste fase (1999-2005)
Met de inwerkingtreding van het Verdrag van Amsterdam op 1 mei 1999 kreeg de Europese Unie de bevoegdheid om wetgeving op te stellen op het gebied van migratiebeleid en asielrecht. In het “Programma van Tampere”, goedgekeurd op de bijeenkomst van de Europese Raad in Tampere in oktober 1999, werden verschillende wetgevingsinstrumenten voorgesteld om een Gemeenschappelijk Europees Asielstelsel (CEAS) in te stellen. Centraal in deze instrumenten stond de goedkeuring van de Dublin II-verordening, een herschikking van de vroegere Overeenkomst van Dublin, een intergouvernementeel verdrag dat in 1990 buiten de structuur van de Europese Unie werd gesloten. Tussen 1999 en 2005 werden zes wetgevende instrumenten met minimumnormen voor asiel aangenomen:
- Eurodac-verordening inzake vingerafdrukken[4]
- Richtlijn tijdelijke bescherming[5]
- Richtlijn opvang asielzoekers[6]
- Dublin-verordening
- Erkenningsrichtlijn[7]
- Richtlijn asielprocedures.[8]

### Tweede fase (2008-2015)
Na de presentatie van het Asielbeleidsplan door de Europese Commissie in juni 2008 werden de wetgevingsinstrumenten van de eerste fase hervormd. De goedkeuring van de herschikte richtlijnen en verordeningen werd in 2013 afgerond. In de tweede fase werd ook het coördinerend Europees Agentschap voor asielzaken (EUAA) opgericht.

### Derde fase (2016-heden)
In de nasleep van de Europese vluchtelingencrisis (2013-2015) stelde de Europese Commissie in mei en juli 2016 zeven nieuwe voorstellen van wetgeving voor, in een derde fase van het gemeenschappelijk Europees asielstelsel. Vanaf 2017 werd overeenstemming bereikt over een aanzienlijk deel van de wetgeving, en in september 2020 werd een nieuw pact inzake migratie en asiel voorgesteld. In februari 2024 werd een princiepsakkoord afgerond. De nieuwe – en strengere – wetgeving werd bekritiseerd door mensenrechtenverenigingen.
Na 2020 begon de Europese Unie migratie-overeenkomsten af te sluiten:
- Op 16 juli 2023 werden de Europese Unie en Tunesië het eens over een migratiedeal volgens welke Tunesië in ruil voor investeringen zijn grenzen strenger zal bewaken. Mensenrechtenorganisaties konden zich niet vinden in de deal.[15][16]
- Op 7 maart 2024 werd een vergelijkbare overeenkomst gesloten met Mauretanië, ter waarde van 210 miljoen euro.[17]
- Op 17 maart 2024 werd een omvangrijk akkoord gesloten met Egypte.[18] Voor Europese investeringen van 7,4 miljard euro in de grensbeveiliging en economie van Egypte, vraagt de EU in ruil aan dat land een betere controle van vluchtelingen en migranten die illegaal naar Europa willen migreren.[19]